# Alydia Wever
Alydia Catalina Oduber-Wever (Aruba, 11 juli 1974) is een Arubaans danser, choreograaf en theaterkunstenaar, bekend om haar multidisciplinaire producties.

## Leven
Wever is een dochter van de gerenommeerde kunstenaar en danslerares Diana Antonette. Zij groeide op in een gezin dat kunst stimuleerde. Haar broer, Pierangely Wever, is ook kunstenaar en dansleraar op Aruba. Haar grootouders, zowel van moeders- als vaderskant, emigreerden uit verschillende landen, waaronder Colombia, Venezuela en Curaçao.
Wever studeerde aan het Boston Conservatory in de Verenigde Staten en behaalde in 1998 een Bachelor of Arts in Muziektheater en in 2000 in Dans. Zij is gespecialiseerd in moderne dans.
In 2018 verhuisde Wever met haar man, de Arubaanse beeldend kunstenaar en filmmaker Ryan Oduber, en hun kind naar Nederland.

## Artistieke carrière
Na haar terugkeer uit de VS naar Aruba in 2004 produceerde en regisseerde Wever de artistieke productie Energia Interno, een interdisciplinair werk in samenwerking met professionele dansers en enkele beeldend kunstenaars, gebaseerd op de zeven chakra's. In 2008 presenteerde zij, eerst in de Cas di Cultura en vervolgens in het Luna Blou theater op Curaçao, het toneelstuk One in Soul, een combinatie van dans, theater en kunst. In 2011, na twee jaar voorbereiding, produceerde en regisseerde zij Muhe Frida. Het werk bestond uit zeven inspirerende schilderijen over het leven en werk van de Mexicaanse kunstenares Frida Kahlo in een combinatie met theater, film en beeldende kunst van zes Arubaanse vrouwelijke kunstenaars (Osaira Muyale, Glenda Heyliger, Alida Martinez, Belinda de Veer, Irene Peterson en Nadine Salas), begeleid door muziek van Michael Lampe en moderne dans van professionele dansers uit Nederland, Cuba, Canada en Aruba.
In veel van haar producties werkt Weber samen met haar echtgenoot Ryan Oduber. In 2022-2023 toonde het TextielMuseum hun installatie Dilanti di Biento (Voor de wind gaan). In de periode 2004 tot 2025 heeft zij meer dan vijftig shows en tentoonstellingen geproduceerd, zowel in groepen als solo.
Van 2004 tot en met 2018 werkte Wever bij de Diana Antonette dansschool als artistiek directeur, docent en producent.

## Onderscheidingen
- 2011 - Best Aruban Flavor Award, Caribbean Spotlight-serie, 2nd Aruba International Film Festival
- 2014 - Herinneringsmedaille, Koninklijk bezoek van koning Willem Alexander aan Aruba
- 2020 - Werkbijdragen Bewezen Talent, Mondriaan Fonds
- 2022 - Oriëntatiereis naar de Biënnale van Venetië, Mondriaan Fonds
- 2024 - Beurs voor de 17de Biënnale van Lyon, Mondriaan Fonds